# Daniel Moreira
Daniel Moreira (Maubeuge, Francia, 8 de agosto de 1977) es un exfutbolista francés, de origen portugués, que jugó de delantero.

## Selección nacional
Fue internacional con la Selección de fútbol de Francia; jugó 3 partidos internacionales.

### Participaciones en Copas del Mundo
| Mundial                               | Sede    | Resultado   |
| ------------------------------------- | ------- | ----------- |
| Copa Mundial de Fútbol Sub-20 de 1997 | Malasia | 4° de final |

## Clubes
| Club            | País    | Año       |
| --------------- | ------- | --------- |
| Valenciennes FC | Francia | 1995-1996 |
| EA Guingamp     | Francia | 1996-1998 |
| RC Lens         | Francia | 1998-2004 |
| Toulouse FC     | Francia | 2004-2006 |
| Stade Rennes    | Francia | 2006-2008 |
| Grenoble Foot   | Francia | 2008-2009 |
| US Boulogne     | Francia | 2009-2010 |